# William Sublette
William Lewis Sublette (* 21. September 1799 in Stanford, Kentucky; † 23. Juli 1845 in Pittsburgh, Pennsylvania) war ein amerikanischer Pelzhändler, Mountain Man und Trapper. Nach ihm ist das Sublette County in Wyoming benannt.

## Leben
William Sublette wurde am 21. September 1799 in Stanford (Kentucky) geboren und zog 1817 mit seiner Familie nach St. Charles, Missouri. 1823 wurde er zusammen mit seinem Bruder Milton Mitglied von William Henry Ashleys Rocky Mountain Fur Company in St. Louis. Er nahm zusammen mit Jim Bridger, Jedediah Smith, David Jackson und anderen Mountain Men an Ashleys erster Expedition in die Rocky Mountains teil. 1824 erkundete er zusammen mit Smith das Nordwestgebiet der Rocky Mountains, im Gebiet der heutigen Teton Range, darunter auch das Jackson Hole, welches er nach seinem Partner David Jackson benannt hatte. Er erforschte 1826 zusammen mit Jackson die Geysire des Yellowstone Parks. 
Zusammen mit Jedediah Smith und David Jackson erwarb Sublette während des Rendezvous von 1826 William Ashleys Anteile an der Rocky Mountain Fur Company. Sublette war kurz am Santa Fe Handel interessiert, kehrte jedoch nach Smiths Tod 1831 in die Rocky Mountains zurück und nahm am Rendezvous von 1832 am Pierres Hole teil. Während des Kampfes mit Indianern wurde er verwundet. Die Meldung über Sublettes Reise mit Wagen zum Rendezvous am South Pass und zurück verbreitete sich über Zeitungen. Bis dahin galten die Rocky Mountains für Wagen als unbezwingbares Hindernis. Ab da folgten zuerst kleine und später große Siedlergruppen dem später als Oregon Trail bekannten Pfad nach Westen.
Gemeinsam mit seinem Partner Robert Campbell gründete Sublette eine neue Handelskompanie. Später wurde die Kompanie an die American Fur Company verkauft. 
William Sublette starb am 23. Juli 1845 in Pittsburgh.